# Eriophorum fellowsii
Eriophorum fellowsii là loài thực vật có hoa trong họ Cói. Loài này được (Fernald) M.S.Novos. mô tả khoa học đầu tiên năm 1994 publ. 1995.